# Psychotria azuensis
Psychotria azuensis là một loài thực vật có hoa trong họ Thiến thảo. Loài này được Alain miêu tả khoa học đầu tiên năm 1994.